# Sisiello
Sisiello  (en asturiano y oficialmente: El Sisiellu) es una aldea que pertenece a la parroquia de Serín en el concejo de Gijón (Principado de Asturias). Se encuentra a 71 m s. n. m. y está situada a 14,20 km de la capital del concejo, Gijón. 

## Población
En 2020 contaba con una población de 15 habitantes (INE 2020) repartidos en 9 viviendas.